# Altdorf
Altdorf je obec (malé město) ve Švýcarsku, hlavní město kantonu Uri. Leží na řece Reuss na úpatí masivu Hüenderegg. Žije zde přibližně 9 400 obyvatel.

## Geografie

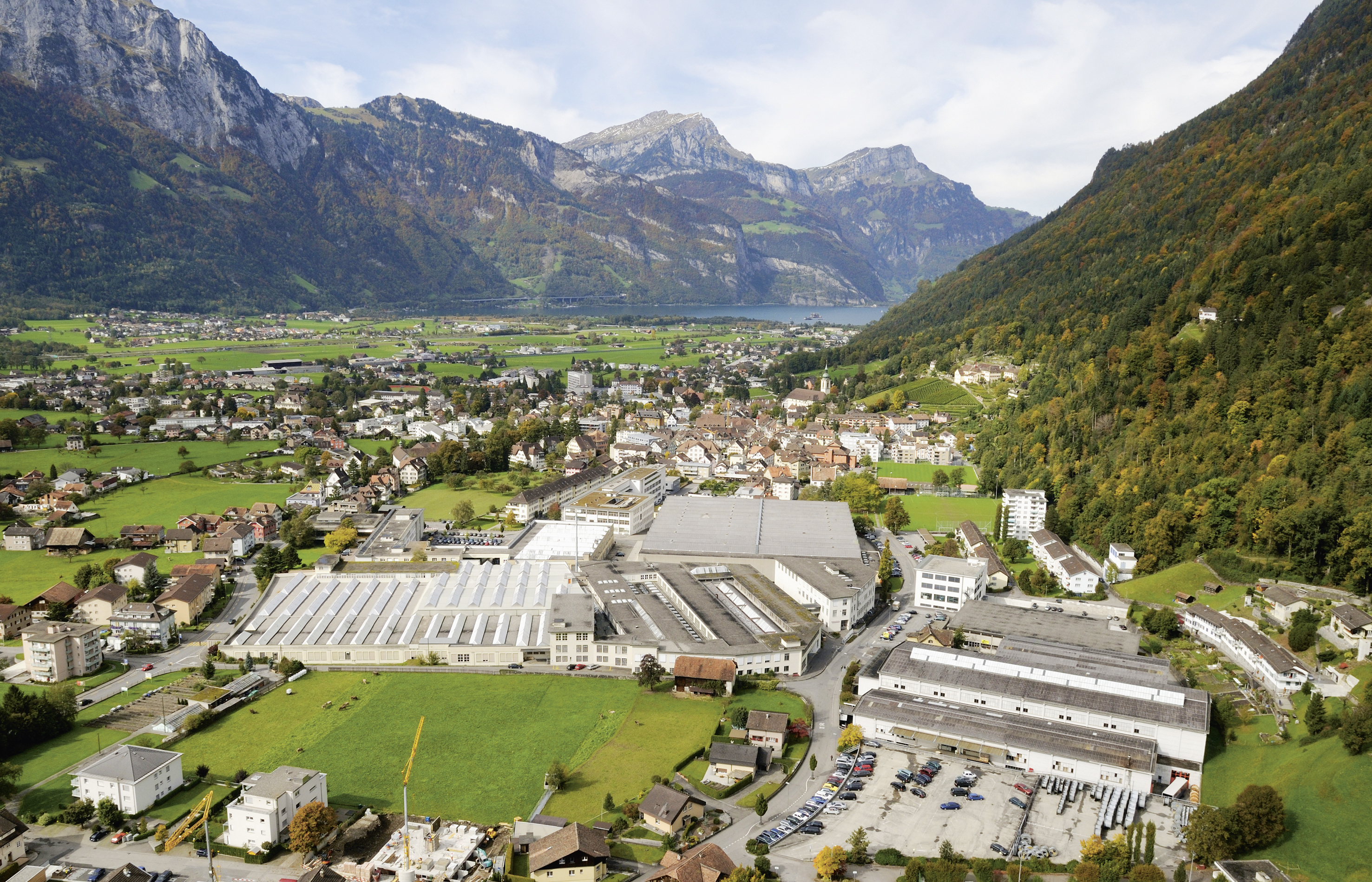
Letecký pohled na Altdorf

Centrum Altdorfu leží v nadmořské výšce 458 m v rovině Reussu, těsně nad ústím řeky Reuss do jezera Urnersee.
K obci patří kromě vesnice také rozptýlená osada Eggberge na západním svahu hory Höch-Egg (1785 m n. m.).
235 ha, tj. 23,0 % rozlohy obce, tvoří osídlená plocha. Z toho je 116 ha stavebních pozemků, 27 ha průmyslových pozemků a 69 ha dopravních pozemků. Zemědělská plocha je rozsáhlejší – 367 ha, což představuje podíl 35,9 %. To nezahrnuje žádné vysokohorské oblasti. Na druhé straně 360 ha tvoří louky a orná půda. Kromě toho je 402 ha, tj. 39,3 %, pokryto lesy a lesními porosty. Neproduktivní půda tvoří malý zbytek obce, přesněji 19 ha, tj. 1,9 %.
Západní hranici obce tvoří řeka Reuss. Krátce před vtokem do jezera Urnersee se hranice obce stáčí na severovýchod, půlkruhově uzavírá osadu Eggbergen a pokračuje do Höcheggu. Odtud vede z kopce jižním směrem až těsně před potok Schächen a nakonec severně od potoka západním směrem zpět k řece Reuss. Obcí protéká potok Altdorf Dorfbach.
Altdorf sousedí na západě s Attinghausenem a Seedorfem, na severu s Flüelenem a na východě a jihu s Bürglenem. Společně s těmito a dalšími obcemi tvoří Altdorf aglomeraci, v níž na konci roku 2019 žilo 32 515 obyvatel.

## Historie

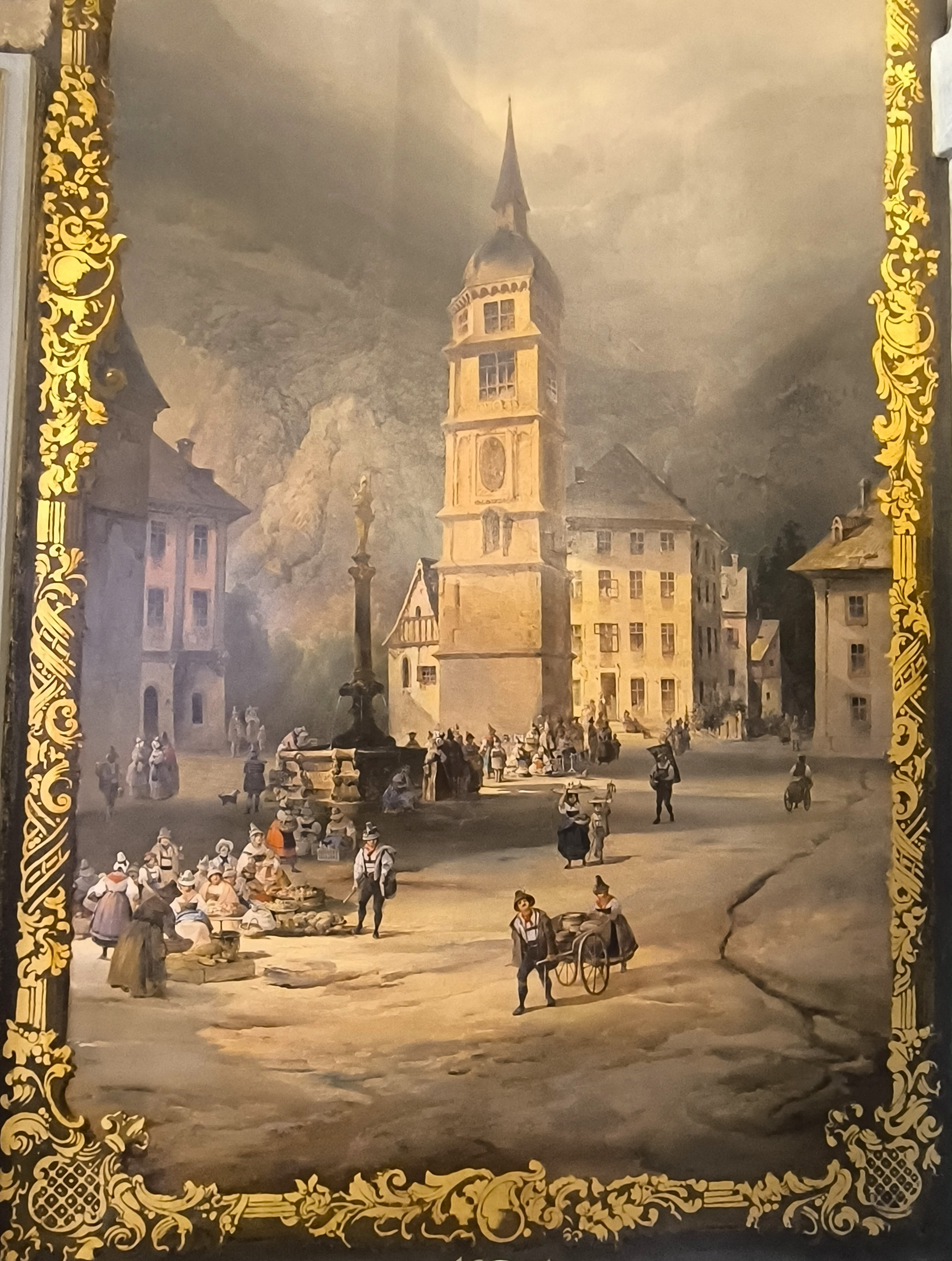
Altdorf kolem roku 1847, veduta Josefa Navrátila, Praha, Vávrův mlýn

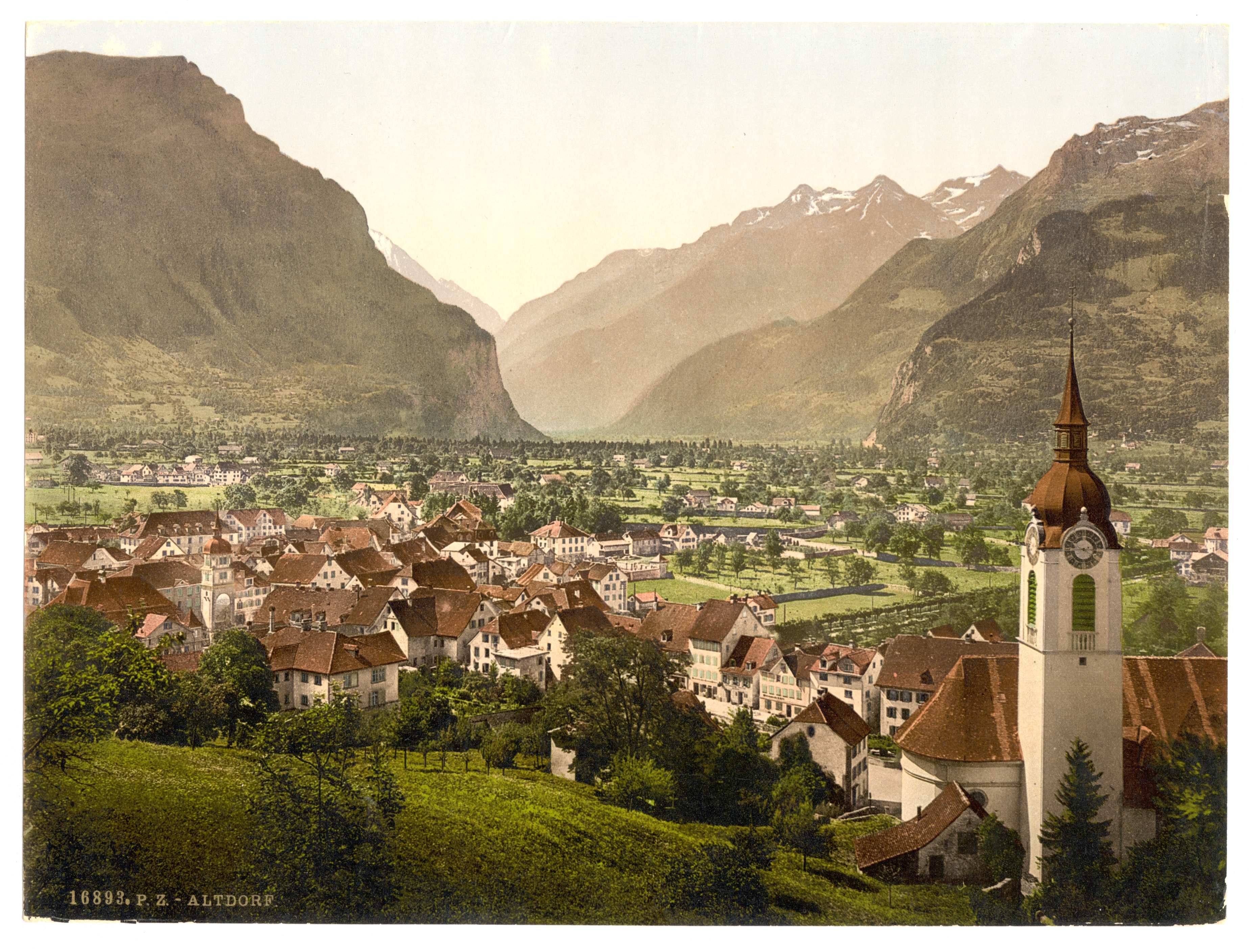
Altdorf okolo roku 1900

Jednotlivé nálezy na území obce Altdorf pocházejí z doby bronzové a hromadí se od pozdní doby laténské. Přítomnost Alamanů je doložena v 7. století. Nejstarší zmínka o obci jako Alttorf pochází z roku 1223; podle všeho je název složeninou slov alt a dorf a může naznačovat, že v době alemanského přistěhovalectví již existovala uzavřená osada.
Altdorf zcela nebo částečně vyhořel v letech 1400, 1693 a 1799. Dne 5. dubna 1799, během obsazení městečka Francouzi, bylo požárem zasaženo 400 budov, mezi nimi 225 obytných domů. Po této události byla kantonální radnice Uri v letech 1805–1808 přestavěna architektem Niklausem Purtschertem.
V roce 1899 byla otevřena silnice přes Klausenský průsmyk vedoucí z Altdorfu údolím Schächen a přes Klausenský průsmyk (1948 m) do Linthalu v kantonu Glarus.
Podle hry Friedricha Schillera je Altdorf místem, kde Vilém Tell sestřelil jablko z hlavy svého syna. Poté, co ten odmítl zasalutovat Gesslerově klobouku na tyči, byl Gesslerem donucen sestřelit jablko z hlavy svého syna. Ve hře se tak stalo na altdorfském náměstí, kde byl v roce 1895 na úpatí staré věže (Türmli) vztyčen Tellův pomník, bronzová socha od curyšského umělce Richarda Kisslinga, zobrazující Tella a jeho syna. V roce 1899 bylo v blízkosti otevřeno divadlo (Tellspielhaus), které sloužilo výhradně k uvádění hry Friedricha Schillera Wilhelm Tell. Na náměstí Marktplatz stojí též původně gotický barokně přestavěný kostel, na jehož oltáři je figurální výzdoba od Franze Abarta. 2 kilometry od Altdorfu se nachází obec Bürglen, jež je považována za rodiště Viléma Tella.
V blízkosti se také nachází obec Attinghausen, kde se nacházejí ruiny hradu, který patřil jednomu ze zakladatelů Švýcarské konfederace. Dnes se zde nachází muzeum.

## Obyvatelstvo

### Vývoj populace

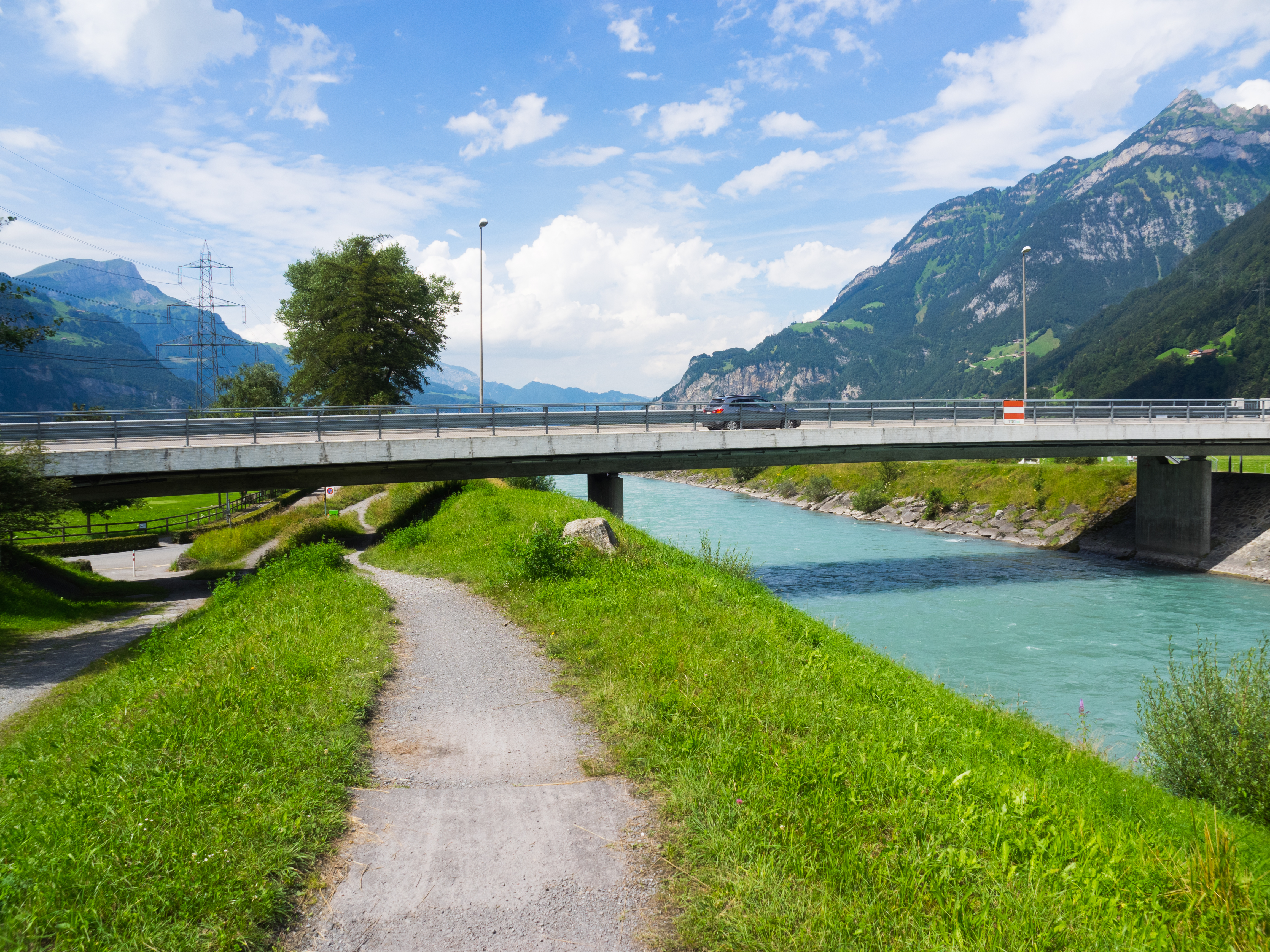
Most přes Reuss v Altdorfu

Kolem poloviny 18. století dosáhl počet obyvatel hranice 3000. Po vzniku Helvétské republiky v roce 1798 zažil Altdorf řadu vážných neúspěchů. Na jedné straně v té době došlo ke ztrátě předmětných území a k vyostření konkurenční situace v tranzitní dopravě. Na druhé straně se Altdorf v roce 1799 stal dějištěm válečných událostí mezi obyvateli Uri, Francouzi, Rakušany a Rusy. Takzvané francouzské období vedlo k obrovským zátěžím spojeným s drancováním, kvartýrováním a rekvizicemi. Požár vesnice Altdorf z 5. dubna 1799 byl katastrofální a během několika hodin proměnil hlavní vesnici v trosky. Část obyvatelstva opustila Altdorf a usadila se v okolních vesnicích. V první polovině 19. století počet obyvatel stagnoval. Poté až do roku 1880 silně rostla (1850–1880: +37,6 %). V 80. letech 19. století se v důsledku hospodářské krize a následného úpadku rozšířeného chalupářství masivně snížil o 12,5 %. V letech 1888 až 1920 následoval velký růst (+63,8 %). Důvodem bylo napojení na železnici (Gotthardská dráha) a vznik průmyslových podniků, jako je muniční továrna v Altdorfu a švýcarské drátovny a gumárny. Po období stagnace ve 20. letech 20. století došlo v letech 1930–1970 k opětovnému růstu (+103,9 %). V té době se počet obyvatel zdvojnásobil. V tomto období se přistěhovalo mnoho lidí z horní části kantonu i ze zahraničí. Během ropné krize v 70. letech 20. století obec opustilo mnoho zahraničních obyvatel; v letech 1970–1980 zaznamenal Altdorf úbytek obyvatelstva ve výši 4,8 %. Od 90. let 20. století lze opět pozorovat trvalý růst počtu obyvatel.
Nádraží Altdorf bylo přestavěno na hlavní nádraží kantonu Uri a napojeno na tzv. Nové železniční spojení přes Alpy (NEAT).
| Vývoj počtu obyvatel | Vývoj počtu obyvatel | Vývoj počtu obyvatel | Vývoj počtu obyvatel | Vývoj počtu obyvatel | Vývoj počtu obyvatel | Vývoj počtu obyvatel | Vývoj počtu obyvatel | Vývoj počtu obyvatel | Vývoj počtu obyvatel | Vývoj počtu obyvatel | Vývoj počtu obyvatel | Vývoj počtu obyvatel | Vývoj počtu obyvatel | Vývoj počtu obyvatel |
| -------------------- | -------------------- | -------------------- | -------------------- | -------------------- | -------------------- | -------------------- | -------------------- | -------------------- | -------------------- | -------------------- | -------------------- | -------------------- | -------------------- | -------------------- |
| Rok                  | 1837                 | 1850                 | 1880                 | 1888                 | 1920                 | 1930                 | 1950                 | 1970                 | 1980                 | 1990                 | 2000                 | 2005                 | 2010                 |                      |
| Počet obyvatel       | 1903                 | 2112                 | 2906                 | 2542                 | 4163                 | 4240                 | 6576                 | 8647                 | 8230                 | 8282                 | 8541                 | 8615                 | 8861                 |                      |

### Jazyky
Téměř všichni obyvatelé mluví švýcarskou němčinou (v místním dialektu Urner Deutsch) jako každodenním hovorovým jazykem, dialektem patřícím do skupiny vysokohorských alemanských nářečí. Při posledním sčítání lidu v roce 2000 uvedlo 88,27 % obyvatel jako svůj hlavní jazyk němčinu, 4,20 % srbochorvatštinu a 2,48 % italštinu.

### Národnostní složení
Na konci roku 2014 bylo z 9141 obyvatel 7857 (86,0 %) švýcarských státních příslušníků, většinou švýcarsko-německého původu. Většina přistěhovalců pochází z Itálie, Turecka, Srbska a Černé Hory, Chorvatska, Německa a Srí Lanky. Při sčítání lidu v roce 2000 mělo 7145 osob (83,66 %) švýcarské občanství; z toho 274 osob mělo dvojí občanství.

## Hospodářství
V Altdorfu je 769 pracovních míst s celkem 6681 zaměstnanci. Z toho 4671 zaměstnanců, tj. 69,9 %, pracuje v sektoru služeb. V průmyslu a obchodu pracuje 1901 osob, tj. 28,5 % zaměstnanců, zatímco v zemědělství a lesnictví je stále zaměstnáno 109 osob (1,6 %).
Nejvýznamnějšími zaměstnavateli jsou Dätwyler AG, kantonální správa a kantonální nemocnice Uri. V Altdorfu se nabízí přibližně 38 % všech pracovních míst v kantonu.
2078 osob dojíždí za prací mimo Altdorf, většinou do jiných obcí kantonu Uri. Naopak v Altdorfu bylo v roce 2014 napočítáno 3688 dojíždějících.

## Galerie

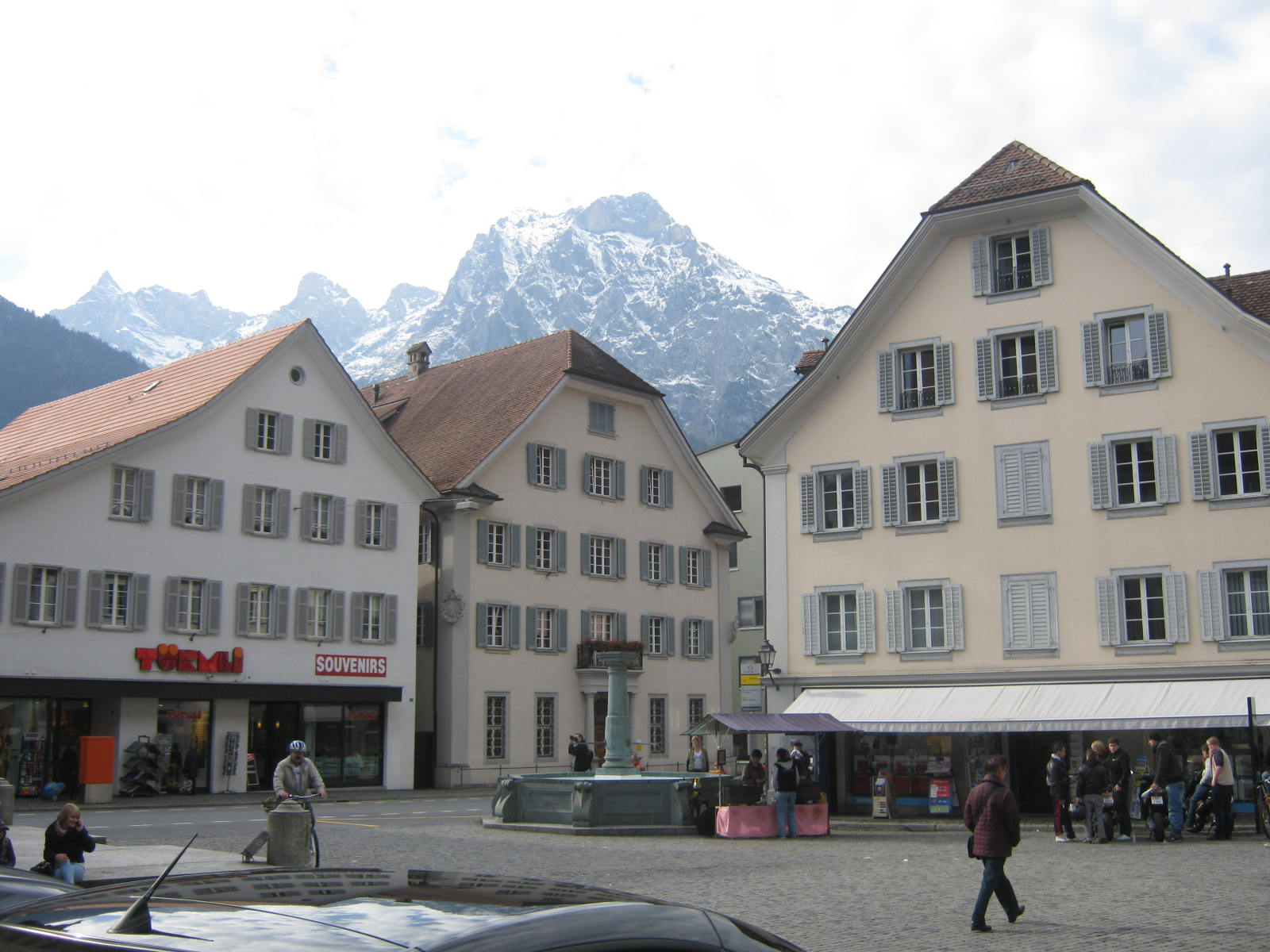
Hlavní náměstí Marktplatz
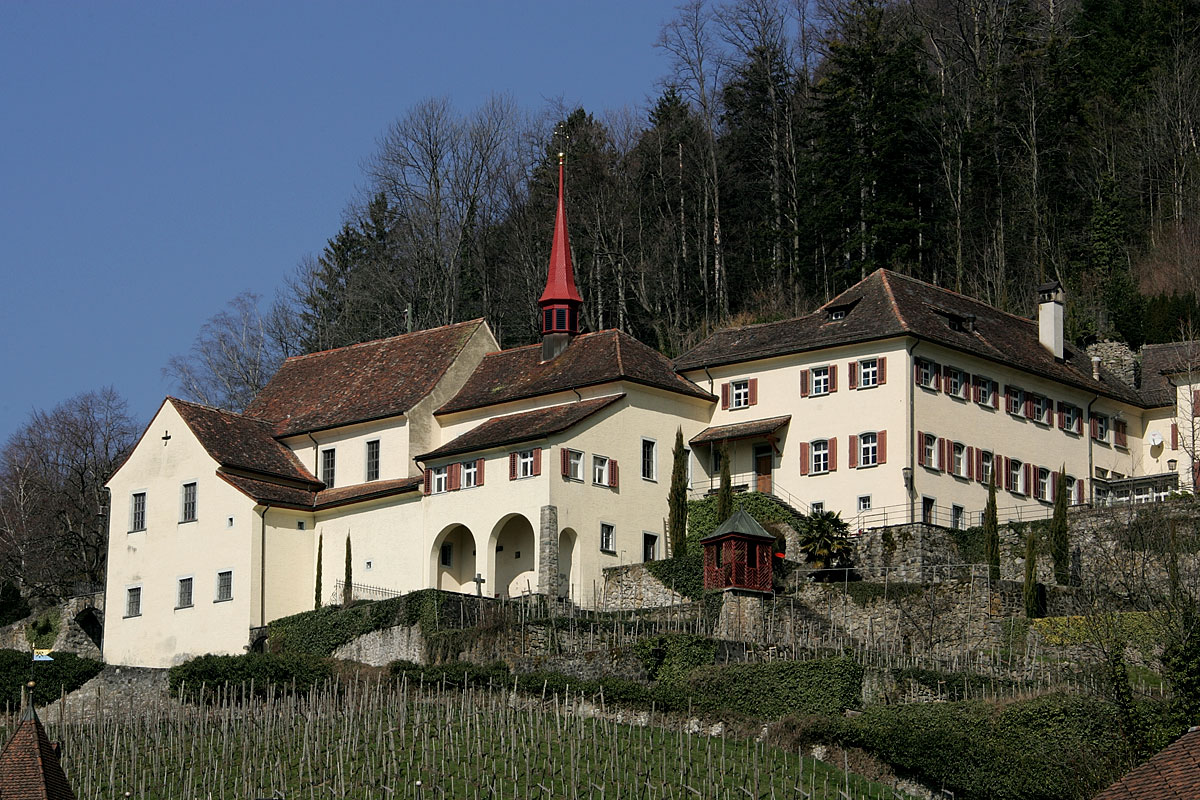
Kapucínský klášter v Altdorfu
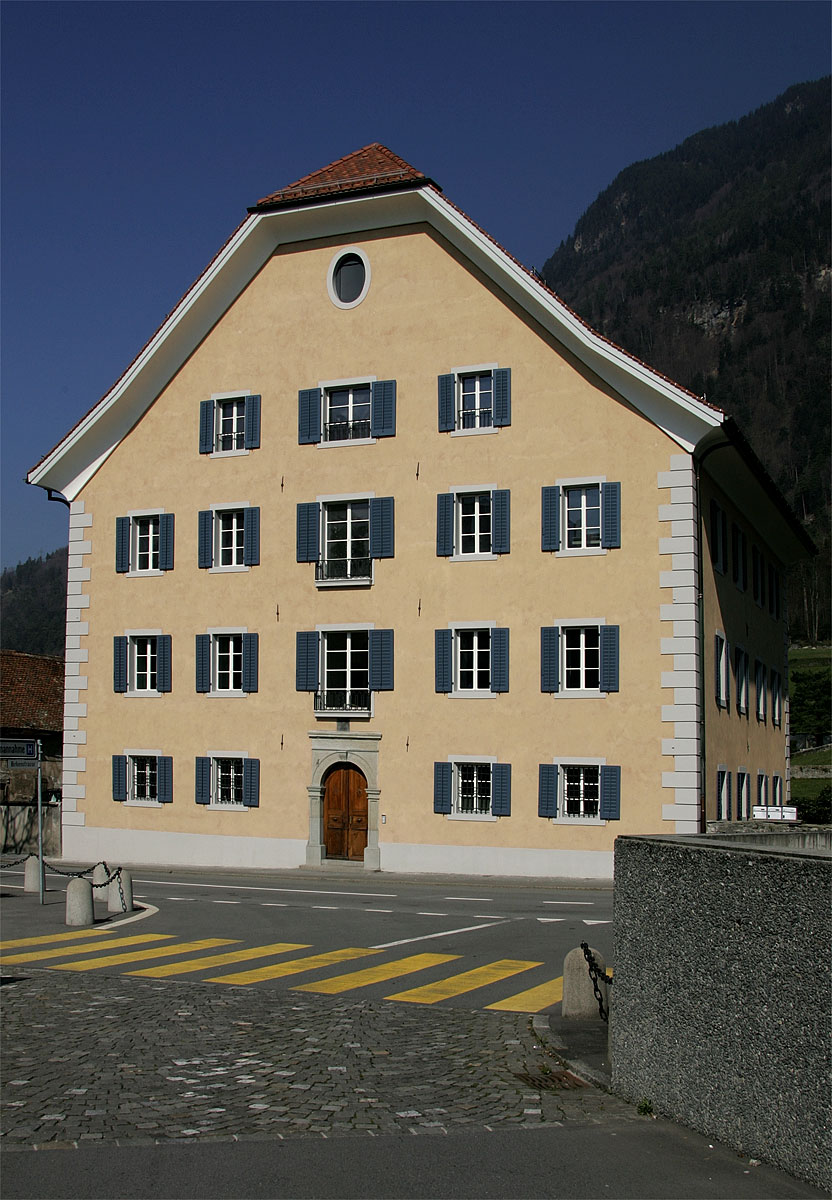
Typický dům v Altdorfu
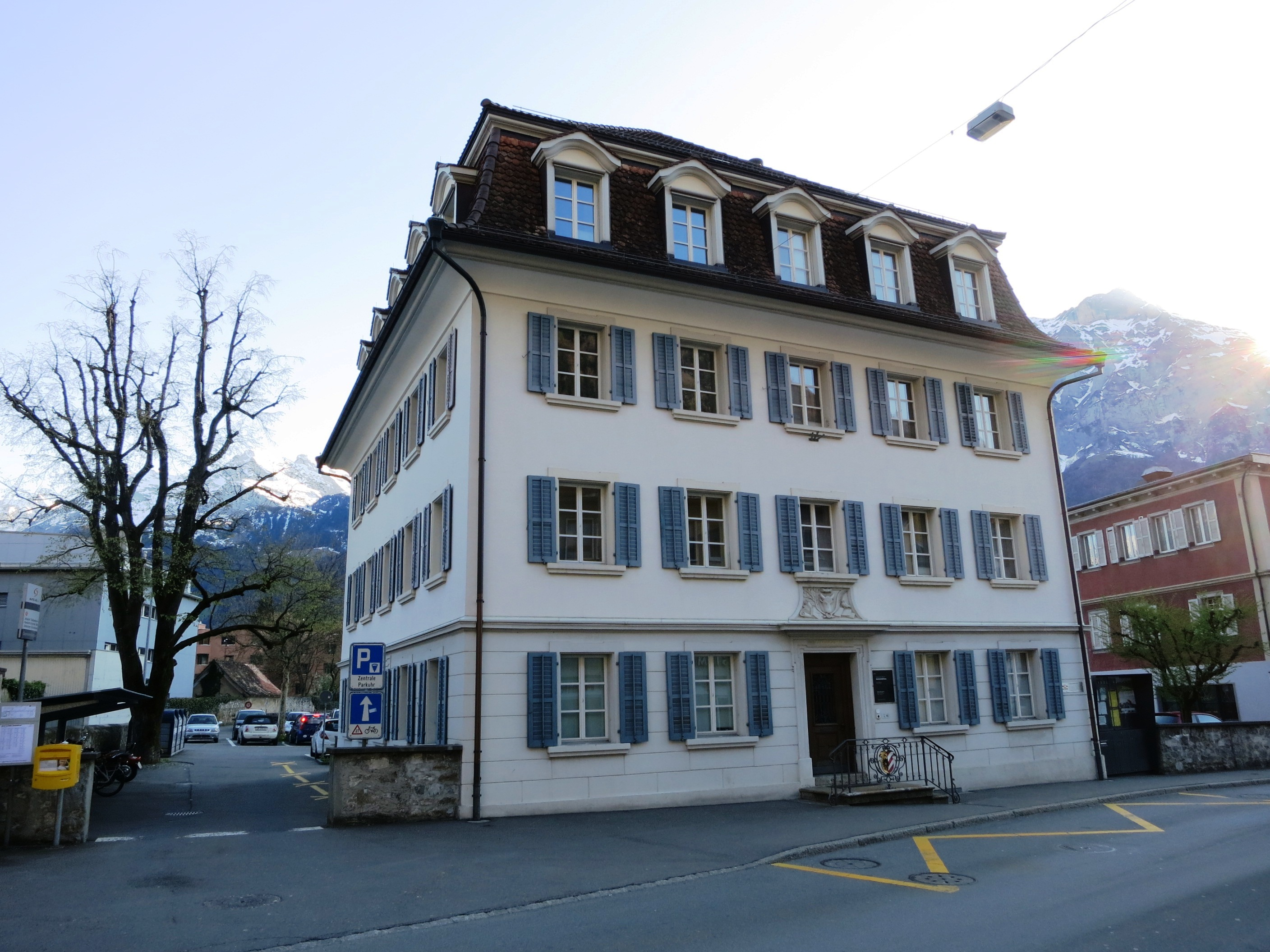
Stará radnice
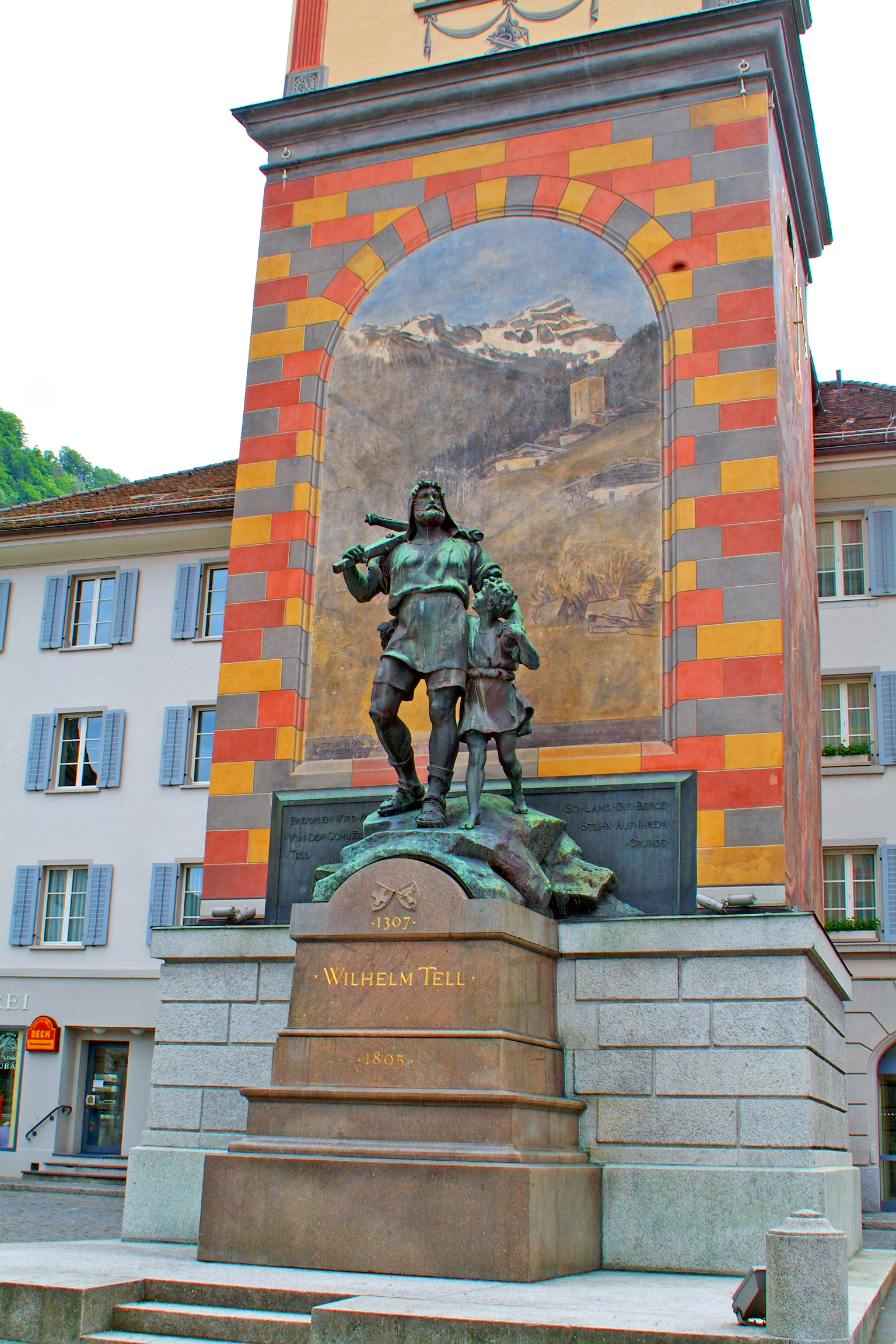
Socha Viléma Tella

## Partnerská města
- Altdorf bei Nürnberg, Německo